# Honey Hill (Kent)
Pour les articles homonymes, voir Honey Hill.
 (octobre 2012).
Honey Hill est un petit hameau sur la A290, près du village de Blean, dans le district de Canterbury, dans le comté du Kent.